# Capitalismo umanistico
Il capitalismo umanistico è un concetto che cerca di unire l'umanesimo, in particolare le esigenze di sicurezza e salute delle persone e dell'ambiente, con un'economia di mercato e le sue dinamiche. Tale approccio viene spesso considerato come un compromesso tra le idee del capitalismo moderno e del socialismo democratico.
Muhammad Yunus descrive il capitalismo umanistico come un mondo degli affari socialmente consapevole, in cui gli investitori si accontentano di recuperare i propri investimenti, senza cercare ulteriori guadagni sotto forma di dividendi. L'idea del capitalismo umanistico è legata alla necessità di apportare cambiamenti fondamentali all'economia odierna, poiché richiede una sinergia tra settori non a scopo di lucro e a scopo di lucro. Secondo questa visione, tale sistema può diventare una forza di successo per guidare il cambiamento economico e sociale, a patto che gli investitori si impegnino ad accettare una diminuzione del rendimento finanziario in favore del bene sociale. La filantropia è un concetto fondamentale per il capitalismo umanistico. Sebbene l'imprenditoria sociale sia in costante crescita, coloro che ne prendono parte affermano che "la trasformazione di un'idea in un'operazione aziendale sostenibile attraverso un processo pratico presenta sfide critiche, soprattutto durante la fase di finanziamento iniziale".

## Esempi di capitalismo umanistico
Attualmente, vi sono molti esempi a livello globale di imprese che combinano le esigenze della società all'economia. SustainAbility, una compagnia fondata nel 1987 dalla società di consulenza ERM, definisce il suo scopo come quello di "definire, accelerare e ampliare le prestazioni in termini di sostenibilità attraverso lo sviluppo di informazioni operative per le imprese". I suoi valori includono la promozione di diversità, uguaglianza e inclusione e la lotta alla schiavitù, alla corruzione e alla subornazione.
In Italia, la Brunello Cucinelli S.p.A., azienda di alta moda fondata dall'omonimo imprenditore nel 1978, è famosa in tutto il mondo per il suo approccio etico e sostenibile alla moda, che si riflette sia nella produzione che nella filosofia aziendale. La visione aziendale di Cucinelli è rappresentata dal perseguimento della crescita e della redditività in "modo gentile". L'impresa si impegna per garantire il benessere dei suoi dipendenti: gli stipendi dei lavoratori superano del 20% le normali tariffe di mercato; l'orario lavorativo è limitato dalle 8:30 alle 17:30, anche per i dirigenti senior; non è permesso inviare e-mail al di fuori dell'orario di lavoro o durante il fine settimana; le pause pranzo sono di un'ora e mezza, per permettere ai lavoratori di pranzare a casa, se lo desiderano. Inoltre, i lavoratori sono tenuti ad avere un comportamento educato e rispettoso verso i propri colleghi.

## Opinioni
Nell'influente articolo di Willis Harman "Humanistic Capitalism: Another Alternative" ( Journal of Humanistic Psychology, Vol. 14, No. 1, Winter 1974), egli scrisse:
Ira Rohter, professore presso il Dipartimento di Scienze Politiche dell'Università delle Hawaii, ha promosso il capitalismo umanistico come un modo per restituire potere alla gente delle Hawaii e salvaguardare l'ambiente. Ha affermato che ogni forma di crescita deve essere sostenibile, autosufficiente e non solo concentrata sul profitto, ma sulle esigenze delle persone. Un altro concetto chiave del capitalismo umanistico, ha aggiunto, è un'economia democratica basata su "cooperazione [e] apertura".
William Tolbert, presidente della Liberia dal 1971 al 1980, ha sostenuto il "capitalismo umanistico" come modello di sviluppo economico per il suo paese. Tolbert ha descritto la sua forma di "capitalismo umanistico" come una combinazione di libero mercato, l'altruistico stile di vita tradizionale africano e la morale e i valori cristiani. Nel suo discorso annuale al parlamento nel gennaio del 1977, egli dichiarò:
Durante la sua presidenza, sollecitò la ricca élite americo-liberiana ad investire parte della loro ricchezza o dei profitti delle loro aziende in progetti per aiutare le masse impoverite della Liberia a migliorare il loro tenore di vita. L'obiettivo di Tolbert era di formare una classe media imprenditoriale più ampia, cosicché il paese sarebbe diventato meno dipendente dagli investitori stranieri e la Liberia avrebbe raggiunto una sorta di autosufficienza. Il Presidente Tolbert rimase fedele al capitalismo umanistico fino all'aprile del 1980, quando fu assassinato dai soldati che condussero un colpo di stato.
L'ex candidato democratico alla Presidenza degli Stati Uniti nel 2020, Andrew Yang, ha fondato la sua campagna elettorale sul "capitalismo centrato sull'uomo". Yang ha espresso la volontà di implementare un reddito di base universale e una rete di sicurezza sociale ampliata all'interno di un'economia capitalista di libero mercato.